# Haderniggkogel
Der Haderniggkogel ist ein 1368 m hoher Gipfel in der südlichen Koralpe in der Steiermark.

## Lage und Landschaft
Der Berg liegt in dem Kamm der Koralm, der südostwärts die Verbindung zum Poßruck herstellt. Nordwestlich liegt der Sattel von Mauthnereck der B69 (ca. 920 m) mit dem Ort Krumbach, südöstlich St. Bartlmä und St. Lorenzen (947 m ü. A.), und dann der Radlpass.
Nördlich fließt der Haderniggbach ostwärts über den Ort Hadernigg nach Aibl zur Saggau, einem Nebenfluss der Sulm. Östlich geht ihm der Essigbach zu. In Westen rinnt der Krumbach unterhalb von Rothwein über die Feistritz (Mučka Bistrica) zur Drau bei Mučka schon in Slowenien.

## Geologie
Der Gipfel gehört zur einförmigen Masse des Koralpenkristallins (Altkristallin des Paläozoikum). Nördlich liegt eine Linse von Eklogitamphibolit. Diese basaltischen Metamorphgesteine kommen aus großen Tiefen und stehen in Zusammenhang mit Subduktionsvorgängen. Sie könnten hier im Raum um die 350 Millionen Jahre alt sein (jüngstes Devon).

## Natur und Erschließung
Das Gebiet gehört zum steirischen Landschaftsschutzgebiet Soboth-Radlpass.
Den Kamm entlang läuft ein Wanderweg (Nr. 588) vom Mauthnereck über den Gipfel nach St. Bartlmä-Striegeleben, wo auch das Naturfreundehaus Petzhütte steht. Von Rothwein-Letschnigg führt in West-Ost-Richtung ein Weg über den Gipfel hinunter über das Wirtshaus Rajock in Hadernigg nach Aibl. Über diesen Weg verlaufen auch der Südalpenweg 03A und der Mariazellerweg 06, zwei Österreichische Weitwanderwege. Über St. Bartlmä – Rothwein verlaufen unterhalb des Gipfels auch Via Alpina und Steirischer Landesrundwanderweg, und mit den beiden anderen Wegen weiter Richtung Soboth.